# D.O.
D.O. (kor. 디오, ur. 12 stycznia 1993 w Goyang), właśc. Do Kyung-soo – południowokoreański piosenkarz i aktor. Najbardziej znany jest jako członek zespołu męskiego Exo i jego podgrupy Exo-K.

## Dyskografia

### Dyskografia solowa

#### Minialbumy
| Rok  | Dane dot. albumu                                                                             | Najwyższa pozycja | Najwyższa pozycja | Sprzedaż                       |
| Rok  | Dane dot. albumu                                                                             | KOR               | JPN (Oricon)      | Sprzedaż                       |
| ---- | -------------------------------------------------------------------------------------------- | ----------------- | ----------------- | ------------------------------ |
| 2021 | Empathy - Wydany: 26 lipca 2021 - Wytwórnia: SM Entertainment - Format: CD, digital download | 1                 | 4                 | - KOR: 380 178+ - JPN: 26 590+ |

#### Piosenki
- „That's okay” (kor. 괜찮아도 괜찮아) (2019)
- „Rose” (2021)

Współpraca
- „Tell Me (What Is Love)” (z Yoo Young-jinem) (2016)

Featuring
- „Goodbye Summer” (f(x) featuring D.O.) (2013)

OST
- „Dear My Family” (z SM Town) (I AM. OST, 2012)
- „Scream” (Cart OST, 2014)
- „Don't Worry” (z Jo Jung-sukiem) (Hyeong OST, 2016)

## Filmografia

### Filmy
| Rok  | Tytuł                                             | Rola            |
| ---- | ------------------------------------------------- | --------------- |
| 2014 | Cart (kor. 카트)                                  | Choi Tae-young  |
| 2016 | Sunjeong (kor. 순정)                              | Beom-sil        |
| 2016 | Hyeong (kor. 형)                                  | Go Doo-young    |
| 2017 | 7 hosil (kor. 7호실)                              | Tae-jung        |
| 2017 | Singwa hamkke: Joewa beol (kor. 신과함께-죄와 벌) | Won Dong-yeon   |
| 2018 | Singwa hamkke: Ingwa yeon (kor. 신과함께-인과 연) | Won Dong-yeon   |
| 2018 | Swing Kids (kor. 스윙키즈)                        | Roh Ki-soo      |
| 2019 | Underdog (kor. 언더독)                            | Moongchi (głos) |

### Programy telewizyjne
| Rok  | Tytuł                                        | Rola                          | Stacja telewizyjna |
| ---- | -------------------------------------------- | ----------------------------- | ------------------ |
| 2012 | Areumda-un geudae-ege                        | on sam (cameo, odc. 2)        | SBS                |
| 2014 | Gwaenchanh-a, sarang-i-ya                    | Han Kang-woo                  | SBS                |
| 2015 | Exo Next Door (kor. 우리 옆집에 엑소가 산다) | fikcyjna wersja samego siebie | Naver TV Cast      |
| 2015 | Neoreul gi-eokhae                            | nastoletni Lee Joon-young     | KBS2               |
| 2016 | Geungjeong-i chejil                          | Hwan-dong                     | Naver TV Cast      |
| 2018 | Baek-il-ui nang-gunnim                       | Won-deuk / Lee-yul            | tvN                |
| 2019 | Dear My Room (kor. 은주의방)                 | cameo, odc. 11                | O'live             |